# Charlotte's Web (1973)
Charlotte's Web is een tekenfilm uit 1973 onder regie van Charles A. Nichols en Iwao Takamoto. De film is gebaseerd op het kinderboek Charlotte's Web van E.B. White.
Het was de eerste van in totaal drie films die Hanna-Barbera ooit uitbracht die niet gebaseerd waren op een van haar eigen tekenfilms. Daarna volgden Heidi's Song (1982) en Once Upon a Forest (1993).
Een vervolg op de tekenfilm, Charlotte's Web 2: Wilbur's Grote Avontuur, werd uitgebracht in 2003. Hetzelfde verhaal verscheen in 2006 als gewone film.

## Rolverdeling
| Acteur          | Personage                  |
| --------------- | -------------------------- |
| Henry Gibson    | Wilbur                     |
| Debbie Reynolds | Charlotte A. Cavatica      |
| Paul Lynde      | Templeton                  |
| Agnes Moorehead | The Goose                  |
| Pamelyn Ferdin  | Fern Arable                |
| Bob Holt        | Homor Zuckerman            |
| Joan Gerber     | Edith Zuckerman/Mrs. Fussy |
| John Stephenson | John Arable                |
| Don Messick     | Jeffrey                    |
| Rex Allen       | Narrator                   |
| Martha Scott    | Mrs. Arable                |
| Herb Vigran     | Lurvy                      |
| Dave Madden     | Ram                        |

## Nummers
- "Chin Up"
- "I Can Talk!"
- "Zuckerman's Famous Pig"
- "A Veritable Smorgasbord"
- "We've Got Lots In Common"
- "Mother Earth and Father Time"
- "There Must Be Something More"
- "Deep In The Dark/Charlotte's Web"